# Detlof von Winterfeldt
(Hans Karl) Detlof Sigismund von Winterfeldt, né le 28 mai 1867 et mort le 3 juillet 1940, est un général allemand.

## Biographie
Il est le fils du général d'infanterie prussien Rudolf von Winterfeldt (de) (1829-1894) et de son épouse Pauline, née von Roeder (1842-1914). Le lieutenant général prussien Hans (1862-1931) est son frère, le député du Reichstag Joachim von Winterfeldt-Menkin (de) son cousin.
Winterfeldt étudie au lycée français de Berlin et rejoint le 2e régiment de grenadiers de la Garde de l'armée prussienne en tant que Fahnenjunker le 1er octobre 1886. Sa promotion au grade de sous-lieutenant suit le 17 janvier 1888, et en tant que tel, Winterfeldt obtient son diplôme de l'Académie de guerre en 1894/97. À son retour, il sert dans la 8e compagnie et, le 22 mars 1898, il est commissionné comme premier lieutenant au Grand État-Major général. Avec le caractère de capitaine agrégé à l'état-major général de l'armée le 29 mars 1900, Winterfeldt vient à Magdebourg à l'état-major général du 4e corps d'armée. Le 14 septembre 1900, il y reçoit le brevet de son grade et le 19 septembre 1901, avec le transfert au Grand État-major général, il est affecté comme attaché militaire à l'ambassade d'Allemagne à Bruxelles, où il est chargé de cultiver les relations militaro-politiques de l'Empire allemand avec la Belgique jusqu'en 1905. 
Du 15 septembre 1905 au 26 janvier 1907, Winterfeldt retourne au service des troupes et occupe le poste de commandant de compagnie dans le 80e régiment de fusiliers. Il est ensuite transféré à l'état-major général de l'armée et affecté au grand état-major général. Il y est promu au grade de major le 22 mars 1907, suivi de son commandement à l'ambassade de l'Empire allemand à Paris le 25 mars 1909. À partir du 19 juin 1909, Winterfeldt occupe le poste d'attaché militaire. Lors des manœuvres de l'armée française, il a un accident avec sa voiture en 1913 et est gravement blessé. Malgré son incapacité à servir, Winterfeldt est promu lieutenant-colonel le 10 septembre 1913 et, peu après, élevé au rang de chef de division au Grand État-major général. En juillet 1914, il reçoit la croix d'officier de la Légion d'honneur lors de sa retraite officielle de la capitale française.
En 1914, il est affecté au quartier général de la 8e armée.
En 1917, il est aide de camp du chancelier du Reich.

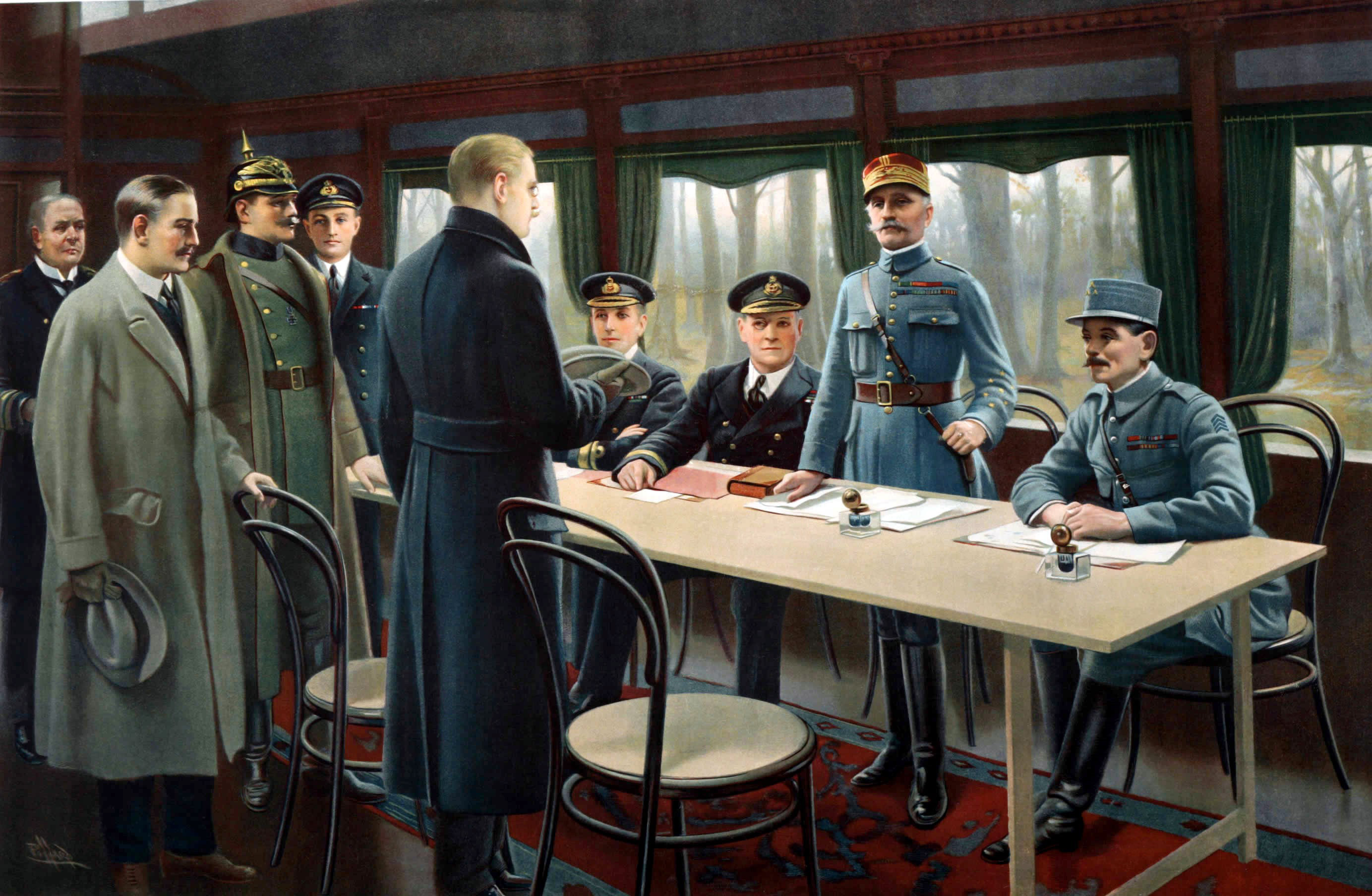
Tableau représentant la signature de l’armistice de 1918 dans le wagon-salon du Maréchal Foch. Derrière la table, de droite à gauche, le général Weygand, le maréchal Foch (debout) et les amiraux britanniques Wemyss, G.Hope et J.Marriott. Devant, le ministre d’État allemand Matthias Erzberger, le général major Detlof von Winterfeldt (avec le casque) de l’armée impériale, le comte Alfred von Oberndorff des Affaires étrangères et le capitaine de vaisseau Ernst Vanselow de la Marine impériale.

En novembre 1918, il fait partie de la commission d'armistice envoyée à Compiègne signer l'Armistice. Peu de temps après, en janvier 1919, il démissionne de la commission en signe de protestation contre les clauses de l'armistice et est rayé des cadres de l'armée en septembre.
Winterfeldt épouse Marianne baronne von Rotenhan (1873-1940) à Eyrichshof le 30 septembre 1896. Le couple a eu trois fils, dont deux sont tués pendant la Seconde Guerre mondiale. Detlof von Winterfeldt est enterré dans la tombe familiale au cimetière des Invalides de Berlin. La tombe est conservée jusqu'à ce jour.